# Strongylophthalmyia stylocera
Strongylophthalmyia stylocera är en tvåvingeart som beskrevs av Shatalkin 1996. Strongylophthalmyia stylocera ingår i släktet Strongylophthalmyia och familjen långbensflugor.
Artens utbredningsområde är Filippinerna. Inga underarter finns listade i Catalogue of Life.